# Панчо Корабаров
Пантелей (Панчо) Арсов (Арсениев) Корабаров или Корабов е български офицер, подполковник, участник в Сръбско-българска война (1885).

## Биография
Панчо Корабаров е роден на 27 юли 1859 година във Велес, в Османската империя, днес в Северна Македония. Брат е на полковник Петър Корабаров. Семейството му участва в българските църковни и просветни борби в града. Отива да учи в Русия и в 1883 година завършва военно училище в Санкт Петербург.
По време на Сръбско-българската война в 1885 година е командир на рота от 5-а запасна дружина на 5-и пехотен дунавски полк и началник на 5-и бастион от Видинската крепост. Ротата му на два пъти отбива атаките на противника в своя участък. На 13 ноември лично командва залповия огън по настъпващия противник. За участието си във войната е отличен с орден „За храброст“ ІV степен.
В 1887 година участва в Русенския бунт на офицерите-русофили, заради което е уволнен от армията. По-късно е възстановен и служи в различни военни части. През Балканската война (1912 – 1913) е интендант на Четвърта пехотна преславска дивизия.

## Военни звания
- Подпоручик (1883)
- Поручик
- Капитан
- Майор
- Подполковник